# Kyathos

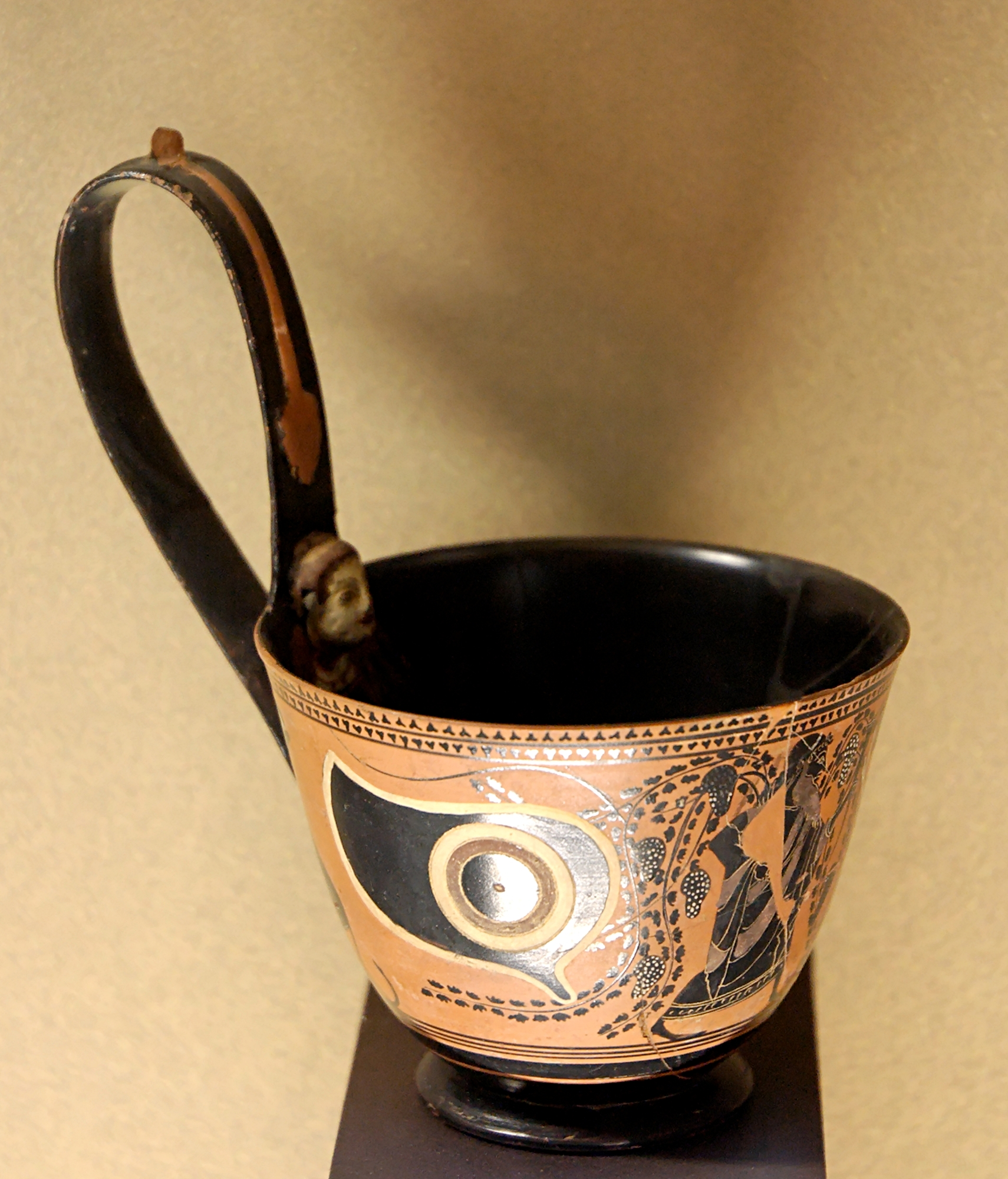
Kyathos du musée du Louvre.

Un kyathos ou cyathe est un petit vase grec servant à puiser et à verser. Il est pourvu d'une anse. Sa principale fonction est de puiser le vin dans le cratère pour le verser dans les coupes.